# Velika Bršljanica
Velika Bršljanica is een plaats in de gemeente Garešnica in de Kroatische provincie Bjelovar-Bilogora. De plaats telt 250 inwoners (2001).